# Música lliure

El símbol de copyright ratllat amb una nota musical al costat dret és el símbol de la música lliure, el que significa una manca de restriccions de drets d'autor sobre la música. Pot ser usat en abstracte o aplicat a un so registrat o a una composició musical.

La música lliure és aquella música que es troba en domini públic o està protegida per una llicència lliure, a l'estil de la GPL, o la llicència BSD que empara a una part del programari lliure. D'aquesta manera, s'aconsegueix la màxima distribució i promoció de la música i fa possible que arribi sense obstacles al públic.

## Confusió en l'ús del terme
L'equivalent a música lliure en anglès és free music, un terme fortament vinculat a free software. La música lliure és música que igual que el programari lliure pot ser copiada, distribuïda i modificada lliurement per a qualsevol propòsit. Pot tractar-se tant de música de domini públic com a música sota alguna llicència lliure, freqüentment emprades amb finalitats promocionals. Això no significa que no pugui haver-hi beneficis o lucre. La paraula free es refereix a freedom (com a free software) no al preu.
No obstant això, alguns autors defensen que el mer fet d'estar sota una llicència Creative Commons fa que l'obra es pugui considerar música lliure i popularment també s'ha estès aquesta idea a pesar que algunes varietats de llicència Creative Commons (en realitat totes excepte CC-by i CC-by-sa) imposen serioses restriccions tals com a prohibició d'obra derivada o prohibició d'ús comercial, per la qual cosa es consideren llicències de lliure distribució, semi-lliures o amb alguns drets reservats.

## Projectes que treballen amb música lliure
Alguns portals que estan triomfant en la distribució de música lliure mitjançant llicències Creative Commons i altres acords legals són:
- Dogmazic (música sota llicències lliures i no lliures)[4]
- Jamendo (música sota llicències lliures i no lliures)
- Free Music Projects (música sota llicències lliures i no lliures)
- Magnatune (música sota llicència semi-lliure: CC-by-sa)

Aquest catàleg donada l'evolució dels diferents moviments a favor de la cultura lliure és objecte de constant evolució i pot ser revisat mitjançant eines de categorització d'ontologies com DBpedia.

## Alguns grups que han editat sota llicencies lliures
| Title           | Title           | Licenses                                      |
| --------------- | --------------- | --------------------------------------------- |
| Nine Inch Nails | The Slip        | CC BY-NC-SA                                   |
| Nine Inch Nails | Ghosts I–IV     | CC BY-NC-SA                                   |
| Ophur           |                 |                                               |
| Severed Fifth   | Severed Fifth   | Creative Commons                              |
| Twisted Helices |                 |                                               |
| subatomicglue   |                 |                                               |
| Brunette Models |                 |                                               |
| Kimiko Ishizaka | Kimiko Ishizaka | Creative Commons Zero license - Public Domain |